# Toyota RAV4
Тојота РАВ4 (јап. トヨタ・RAV4; Toyota RAV4) је кросовер СУВ који производи и продаје Тојота. Четврта генерација је била монопол ван Јапана, али је 5. генерација поново уведена на јапанско тржиште.

## Преглед
Прва генерација РАВ4 је био компактни кросовер СУВ који се уклапао у „величину 5 бројева“ у својој матичној земљи Јапану, али углавном због потражње тржишта Северне Америке, величина каросерије се повећавала са сваком променом модела, а 3 број после друге генерације.постао величина. На великим тржиштима Европе и Сједињених Држава, величина је компактнија од осталих СУВ возила које производи компанија. Производња је у фабрици Такаока компаније Тојота ( Тојота сити, Аићи Префекчур) и Нагакуса фабрици Тојота Индустрис Корпорејшн (Обу Сити, Аићи Префекчур), групације.
Иако 4. генерација није продата у Јапану, то је глобални стратешки аутомобил који се користи у 200 земаља широм света, укључујући Европу, Северну Америку, Јужну Америку, Океанију, Кину, југоисточну Азију и Јужну Африку . Од 2016. године, РАВ4 је трећи најпродаванији Тојотин аутомобил на свету после короле и хилукса  , а 2017. године заузео је четврто место у глобалној ранг-листи продаје аутомобила  . Његова популарност у Северној Америци је посебно истакнута и претекао је камри, који је био путнички аутомобил број један продат у Сједињеним Државама 16 узастопних година  .
5. генерација, која се вратила на домаће тржиште, није јефтина и има огромну величину од 1855 мм ширине, али је високо оцењена због своје свемоћне изврсности. Поред тога што је наставила да осваја , освојила је и Јапански аутомобил године 2019-2020. На светској ранг-листи продаје за 2019. је рангиран на 3. месту и то је замах који прети серији Форд Ф, која је редовна битка за 1. место  . До 2020. године, серија је достигла 10 милиона јединица.

## Прва генерација (1994–2001)
Изложен као РАВ4 на Салону аутомобила у Токију одржаном у октобру 1989. године, четири године касније, након што је прототип приказан на Салону аутомобила у Токију одржаном у октобру 1993. године, најављен је у мају 1994. године.
Док се користе компоненте корола, селика, итд., подна плоча се подиже независно, а задње вешање је такође наменски производ са виртуелном сферичном подршком помоћу кованих карика, како би се наставиле перформансе и укључивање и искључивање. Уведена је технологија.
Погонски склоп је опремљен линијским 4-цилиндричним 2.0Л 3С-ФЕ бензинским мотором и трансмисијом постављеним хоризонтално, а погон је пуноправни 4ВД са централним диференцијалом са косим зупчаником, што је ретко у јапанским аутомобилима.
Такуија Кимура је постављена као комерцијални лик и продата је младим женама које првобитно нису биле заинтересоване за РВ.
Априла 1995. додат је модел са 5 врата "РАВ4 В" (Лоу фор Фајв) са продуженим међуосовинским растојањем и побољшаном удобношћу и практичношћу.

Мања измена је извршена у августу 1996. године, а спортски модел ТајпГ са каросеријом од 3 броја опремљен је спортским мотором типа 3С-ГЕ, меким кровом са 3 врата (предња седишта имају кровни отвор који се може скинути, који је такође постављен за стандардни модел., Хауба после Б стуба. Такође је додат исти тип као Исузу Му ). У августу 1998. испоштовао је прописе о празном ходу из 1998. године.
- I генерација, предњи поглед
- I генерација, задњи поглед, 5-Врата
- I генерација, задњи поглед, 3-Врата
- I генерација, редизајн, предњи поглед
- I генерација, редизајн, задњи поглед, 5-Врата
- I генерација, редизајн, задњи поглед, 3-Врата

## Друга генерација (2000–2006)
Појавио се у мају 2000 . Због свог нагласка на прекоокеанској стратегији, дебитовао је у иностранству на Салону аутомобила у Женеви исте године. Користи компоненте типа Цоролла, које су потпуно преуређене у августу три месеца касније, али је подна плоча посебно дизајнирана као и претходна генерација. Мотор је 1ЗЗ-ФЕ (1.8Л) за 2ВД и 1АЗ-ФСЕ (2.0Л директно убризгавање) за 4ВД. Постојала су четири разреда, Кс, КСГ, Аероспорт и Видеспорт, одоздо, сваки са комбинацијом 4АТ и 5МТ.
Овај модел је проширио своју величину каросерије као меру за превазилажење лошег унутрашњег простора који је био слабост претходника, и постао је трећа величина каросерије за све моделе (иако је и даље мала у поређењу са СУВ-овима других компанија у истом разред).пиринчано поље). Поред тога, док је претходни модел углавном развијен као модел са 3 врата, овај модел је развијен као модел са 5 врата са супериорним животним простором. Квалитет ентеријера и екстеријера је значајно побољшан и може се рећи да је реч о моделу који је више оријентисан на градску употребу. Међутим, делом због тога што је бум СУВ-а у Јапану спласнуо, то на крају није довело до добре продаје. С друге стране, веома је популаран у Европи и Сједињеним Државама, а постоје модели опремљени седиштима од праве коже и модели опремљени дизел турбо и бензинским турбо моторима за извозне спецификације.
То је било прво возило које је сертификовано по систему сертификације возила са ниским емисијама, успостављеном 2000. године, а такође је био и први модел који је имао исту налепницу.
Крај производње октобар 2005. Продаје се само на залихама.

Продаја је завршена у новембру 2005. године у виду замене трећом генерацијом.
- II генерација, предњи поглед
- II генерација, задњи поглед, 5-Врата
- II генерација, задњи поглед, 3-Врата
- II генерација, редизајн, предњи поглед
- II генерација, редизајн, задњи поглед, 5-врата
- II генерација, редизајн, задњи поглед, 3-врата

## Трећа генерација (2005–2013)
Појавио се 14. новембра 2005 . Циљани месечни обим продаје у Јапану је 2000 јединица. Продаја у иностранству ће почети у јануару 2006. године, а годишњи глобални циљ продаје је 300.000 јединица.
Исте године је представљен на сајму аутомобила у Франкфурту . Ово је први модел који је усвојио „нову МЦ платформу“, која је еволуција Тојотине „МЦ платформе“. Мотор је само 2АЗ-ФЕ (2.4Л) произведен у фабрици Камиго и Схимоиама. Сви модели су доступни само са ЦВТ-ом. Перформансе 4ВД су промењене са конвенционалног централног диференцијала + тип вискозне спојнице са пуним радним временом 4ВД на електронски контролисан 4ВД.
Овај модел има већу каросерију од свог претходника и дизајниран је са снажнијим фокусом на инострано тржиште. Поред тога, укинут је модел са 3 врата који је био постављен од прве генерације, а постављен је само модел са 5 врата, али модел за иностранство (осим неких делова Европе, Африке и Јужне Америке) има дуга каросерија са продуженим пртљажним простором Постоје две врсте каросерије, дуга и кратка, као и раније, иако је број врата остао исти. Спецификација дугачке каросерије је лансирана у Јапану у августу 2007. године као изведени модел " Вангуард ". Поред тога, 3-редна седишта се могу изабрати за дугачки тип, а био је доступан и 3.5Л В6 (само Северна Америка, Аустралија, итд.) мотор.
Неки од модела за Европу, Јужну Америку и Африку имају кратка каросерија исте величине као Јапан и доступни су само као 4ВД модели. Постојали су и модели опремљени моторима 1АЗ-ФЕ (2,0Л), 2АД-ФТВ (2,2Л дизел, 135кс) и 2АД-ФХВ (2,2Л дизел, 180кс) који нису виђени у другим регионима. Поред тога, пренос у комбинацији са дизел мотором је само 6МТ. Возила са воланом на десној страни за Европу (углавном за УК) производи искључиво Тоиота Индустриес.

Пошто је јапанска спецификација модел ексклузиван за нетз продавницу, амблем у облику "Н" је усвојен за предњи амблем уместо Тоиотине ознаке. Због монопола у Нетз продавници, подназиви "Ј" и "Л" до конвенционалног модела су нестали. кругер, који се продавао и у короли и Нетз продавницама, постао је ексклузивни модел корола продавнице лансирањем овог аутомобила, али је нестао у јуну 2007. лансирањем наследника Вангуарда. У време објављивања, конфигурација разреда је била Кс, Г и Спортс од дна.
- III генерација, предњи поглед
- III генерација, задњи поглед
- III генерација, задњи поглед са точком
- III генерација, редизајн, предњи поглед
- III генерација, редизајн, задњи поглед
- Ентеријер, редизајн
- III генерација, други редизајн, предњи поглед
- III генерација, други редизајн, задњи поглед

## Четврта генерација (2012–2019)
Светску премијеру имао је на Салону аутомобила у Лос Анђелесу одржаном у новембру 2012. године, а на тржиште Северне Америке представљен је у јануару 2013. и на европско тржиште у марту исте године   . Продаја у Јужној Кореји такође је почела средином 2013. године. У Јапану постоје две производне фабрике, творница Такаока и творница Нагакуса корпорације Тојота Индустрис.
Поред представљања треће генерације Харриер-а у Јапану у новембру 2013. године, који је сродно возило које користи платформу овог модела, популарност СУВ-ова у Јапану није била експлозивна у то време. (У овом тренутку, Хонда ЦР- В, ривалски аутомобил из прве генерације, такође је привремено повучен са јапанског тржишта на две и по године до увођења пете генерације. ).
Мотор са северноамеричким спецификацијама је 2.5Л, а мењач је промењен са 4-брзинског АТ на 6-брзински АТ. Европска спецификација је опремљена новоразвијеним 2.0Л дизелом поред истих 2.0Л бензинаца и 2.2Л дизела као претходник.
Уз мању промену у 2015, заједно са усвајањем „Кеен Лоок“, недавне иконе дизајна Тоиоте сличне Аурису, на предњој страни, модел опремљен истом 2АР-ФКСЕ типом 2500цц инлине 4 хибридне јединице као Цамри и Харриер додато је.пиринчано поље.
Глобална продаја је јака, а 2016. и 2017. био је СУВ број један продат у свету  .

Иначе, алуминијумске фелне од 18 инча овог модела су преусмерене на возило посебне спецификације Харриер серије У60 за Јапан.
- IV генерација, предњи поглед
- IV генерација, задњи поглед
- Ентеријер
- IV генерација, редизајн, предњи поглед
- IV генерација, редизајн, задњи поглед
- Ентеријер, редизајн

## Пета генерација (2018–)
5. генерација је најављена у новембру 2018. године на тржишту Северне Америке, продаја бензинских возила почела је у децембру исте године, а хибридна возила су пуштена у продају у марту 2019.  . У Јапану постоје две производне фабрике, Такаока фабрика и Нагакуса фабрика Тојота Индустрис Корпорејшн .
Поред усвајања „ ГА-К платформе “ засноване на „ТНГА“, погонски склоп је обновљен. Бензински мотор од 2,5Л нове генерације (северноамеричка спецификација А25А-ФКС, максимална снага од 203кс), који Тојота назива „ мотор динамичке силе “, комбинован је са „Директ Шифт-8 АТ “ (северноамеричка спецификација), и инсталиран је нови 2.5Л А хибридни систем (ТХС II). Уведене су две врсте јапанских спецификација: 2.0Л М20А-ФКС мотор + ЦВТ и хибридна спецификација.
Међу 2,0-литарским бензинским возилима, разреди „Адвентуре“ и „Г „З пацкаге“ користе новоразвијени „Динамиц Торкуе Вецторинг АВД“. Поред „механизма за векторирање обртног момента “ који независно контролише задњи обртни момент лево и десно у складу са условима вожње, прво на свету „квачило за псе са чегртаљком“ усвојено на предњој и задњој осовини омогућава пренос снаге на задње точкове током вожње на 2ВД . „Механизам за искључивање“ се користи за смањење губитака заустављањем ротације погонског система који преноси снагу и за побољшање ефикасности горива. Поред тога, електрични АВД систем „Е-Фоур” који се користи у хибридним возилима побољшао је укупан обртни момент задњих точкова на електрични погон за 1,3 пута у односу на претходну генерацију (4. генерација), а задњи точкови се могу подесити на одговарајући начин према Услови вожње. Усвојили смо нову контролу која распоређује обртни момент на  .

У јуну 2020. представљен је плуг-ин хибридни модел РАВ4 ПХВ . Усвојен је плуг-ин хибридни систем "ТХС II Плуг-ин", који је заснован на "ТХС II" који се користи у хибридним возилима, а предњи мотор је промењен да би се повећала снага, што је резултирало максималном излазном снагом система од 225 kW (302 КС), а могуће је тренутно убрзање/успоравање. Литијум-јонска батерија великог капацитета постављена је испод пода у центру возила како би се спустио центар гравитације и оптимизовао баланс тежине. Поред тога, функција екстерног напајања наизменичном струјом од 100В/1500В је стандардна опрема, а поред утичнице за додатну опрему која се налази у пртљагу, укључени конектор за напајање возила може се користити као екстерна утичница за напајање тако што ћете га уметнути у уобичајени улаз за пуњење на задњој десној страни возила.могуће. Постоје два режима напајања: ЕВ режим напајања, који користи само батерију, и режим ХВ напајања, који покреће мотор када преостали ниво батерије падне испод унапред одређене вредности. Поред тога, интегрисан је у РАВ4 због неких побољшања у октобру 2022. и постављен је као "З", оцена посвећена плуг-ин хибридним возилима.
- V генерација, предњи поглед
- V генерација, задњи поглед
- Ентеријер